# Schwarzstaub
Als Schwarzstaub, auch Fogging-Effekt oder Magic Dust, werden ungeklärte Verfärbungen von Räumen bezeichnet. Der Effekt tritt meistens zur Winterzeit in beheizten Wohnungen auf. Typisch sind flächige dunkle Beläge, die an Zimmerdecke oder Außenwand auftreten. In stark betroffenen Wohnungen ähnelt der Effekt dem Schaden nach einem Schwelbrand.
Das Wort Fogging wurde aus dem Englischen für Vernebelung zur Beschreibung der diffusen Beläge übernommen.
Denkbar ist ein Zusammenhang mit dem Sick-Building-Syndrom.

## Ursachen
Die Ursachen von Schwarzstaub sind nach wie vor ungeklärt. Es wurden bislang unterschiedliche Mechanismen und Ursachen vermutet.
- Abscheidung schwerflüchtiger organischer Verbindungen (wie beispielsweise Weichmachern), die aus Baustoffen, Elektrokabeln, Verpackungsstoffen und Einrichtungsgegenständen entweichen und sich mit Staub- und Rußpartikeln zu einem schmierigen Film verbinden.[1] Um ihre Produkte als „lösemittelfrei“ bewerben zu können, setzen Hersteller die nicht deklarierungspflichtigen schwerflüchtigen organischen Stoffe als Lösungsadditive zu.[2] Elektronische Geräte oder Reinigungsmittel sondern ebenfalls schwarzstaubtaugliche Chemiebestandteile nach und nach an die sie umgebende Luft ab,[3] als weitere Emittenten und Quellen kommen Kosmetika, Deosprays, Haarsprays und Küchendunst in Betracht.[4]
- Kondensation von flüchtigen organischen Stoffen an kalten Wänden.
- Migration chemischer Materialzusätze an die Bauteiloberfläche mit Ausbildung eines klebrigen Films, der im Weiteren Staub festhält.
- Adhäsionseffekte, in der Luft schwebender Staub und andere Partikel bleiben an feuchten Bauteiloberflächen haften. Nicht alle Partikel gehen jedoch bleibende Verbindungen ein. Zuvor durch Wassermoleküle festgehaltene Partikel lösen sich beim Trocknen und fallen ab (oder werden beim Lüften mit der Luft mitgerissen).
- Sorption von Schadstoffen an Fasern oder mineralischen Körnchen, die eine große Oberfläche oder großes Aufsaugvermögen aufweisen.
- Effekte der Thermophorese, ein Spezialgebiet der Aerosolphysik.
- Kalte Carbonisierung.

## Abgrenzung und Überlagerung mit anderen ähnlichen Effekten
- Das Phänomen des Schwarzstaubs wird üblicherweise nicht mit dem Auftreten von Schwarzschimmelsporen in Verbindung gebracht, mitunter aber damit verwechselt oder „in einen Topf geworfen“. Es kann jedoch zu einer Überlagerung der Effekte kommen, da beide an kalten Bauteilen auftreten. Schwarzschimmel gedeiht infolge von Wärmebrücken an dadurch feuchten Wänden.[5] Kondensation von Luftfeuchtigkeit führt zu Feuchteansammlung im Innenputz und an Wandfarben, die Schimmelpilze „verzehren“ organische Bestandteile der Farben. Schimmelbefall kann durch mikrobiologische Untersuchung identifiziert oder ausgeschlossen werden.
- Ein Grauschleier an der Außenseite von Fensterstürzen, wenn Wohnungen von Rauchern zur Belüftung geöffnet werden, sind nicht als Schwarzstaub-Effekt anzusehen. Echtes Fogging tritt sowohl in Raucher- als auch in Nichtraucherwohnungen auf.
- Wegen der Nichtnachweisbarkeit in allen Fällen werden üblicherweise Industrie- und Verkehrsemissionen, Rußablagerungen von Öfen, Kaminen, Kerzen, Fackeln oder Bränden, Tabakrauch, Ammoniumsalze, Abrieb von Kohleelektroden ausgeschlossen.[3]
- Die Abscheidung von elektrostatisch negativ geladenen Rußteilchen und anderer Aerosole an elektrostatisch positiv geladenen Bauteilen kann zwar den Effekt überlagern, wird aber nicht als Ursache gesehen (solche Rußteilchen können aus Hausbrand, Tabakrauch, Feinstaub, Dieselabgasen, Abbrand von Kerzen, Duftkerzen, Aromalampen, Öllampen[6] und Feinstaubemissionen von Laserdruckern[7] stammen und können durch den Gehalt an polyzyklischen aromatischen Kohlenwasserstoffen (PAK) in Proben bestimmt werden). Diese Quellen werden üblicherweise als Rußquellen ausgeschlossen, können trotzdem kondensierbare organische Stoffen emittieren.

## Schwerflüchtige organische Verbindungen

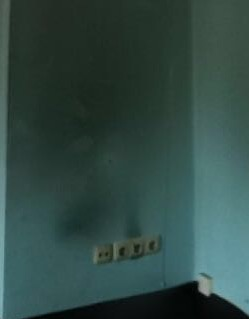
Fogging über Steckdose

Gemäß einer statistischen Untersuchung des Umweltbundesamtes (1996) wurden diese Schwarzfärbungen fast ausschließlich während der Heizperiode in Wohnungen gefunden, die zuvor renoviert oder neu bezogen wurden. In 34 % der Fälle wurden Fußbodenarbeiten (incl. Teppichbodenverlegung) vorgenommen, in 52 % Malerarbeiten. Die Ausdünstungen wurden mit schwerflüchtigen organischen Verbindungen (SVOC = „Semi Volatile Organic Compounds“) in Verbindung gebracht, sie stammen vor allem aus Bauprodukten wie Farben, Lacken, Tapeten, Kassettendecken aus Styropor, Heizkörperlacken, Laminatfußböden, PVC-Platten und Isolierschäumen, Elektrokabelumhüllungen und Folien. Bekannt geworden sind beispielsweise Produktionsfehler, durch welche ölige Weichmacher in größeren Mengen aus Installationskabeln ausgetreten sind („schwitzende Kabel“).
Weitere Quellen sind Auslegeware mit einem Rücken aus aufgeschäumten Styrol-Butadien-Kautschuk, Holzimitat-Paneele und Kunststoffdekorplatten sowie diverse Klebstoffe, z. B. von Bodenbelägen und Kunststoffoberflächen von Einrichtungsgegenständen und Möbeln (siehe dazu den Artikel Innenraumluft). Bei diversen Materialien (beispielsweise Kunststofftapeten) können derartige schwerflüchtige organische Verbindungen an die Oberfläche wandern und auf diese Art und Weise einen Klebefilm bilden.
In Hausstaub werden Weichmacher, verschiedene Phthalate wie Bis(2-ethylhexyl)phthalat (DEHP) oder Dibutylphthalat (DBP), oft nachgewiesen, da sie häufig und in großen Mengen verwendet werden (die Jahresproduktion in Deutschland betrug 1993 an die 400.000 Tonnen), der Weichmacheranteil in den Produkten aus PVC (Fußböden, Beschichtungen, Tischdecken, Duschvorhänge, Vinylschaumtapeten etc.) kann bis zu 70 % betragen. Weichmacher sind aber auch in Lebensmitteln (als Verunreinigung) enthalten, das Risiko ist umstritten.
Mitunter lagern sich flüchtige organische Verbindungen an andere Stäube (Rußteilchen aus Kaminen, Staubteilchen in angesaugter Garagenluft) an.

## Geschichte
Der Effekt war vor 1995 nach Aussage des Umweltbundesamtes unbekannt und ist erst seit einer Fragebogenaktion des Umweltbundesamtes 1997/98 weitläufig zur Kenntnis genommen worden.

### Umweltbundesamt
Da das Umweltbundesamt (UBA) an der Begriffsbildung „Fogging-Effekt“ festhält, sind weitere Untersuchungen zu dem Begriffskomplex zu erwarten, und es ist unwahrscheinlich, dass die Beobachtung des Phänomens (wenn es denn doch ein eher psychologischer Effekt ist) in naher Zukunft nachlassen wird. Trotz jahrelanger Beschäftigung mit dem Phänomen wollten Experten des Amtes zurzeit keine Hinweise zur Verhinderung des Effektes bekanntgeben, da bisher nicht einmal vorbeugende Maßnahmen verifiziert werden konnten (geschweige denn das Scheitern erklärt werden konnte). Das UBA sieht in der Thermophorese – falls überhaupt – nur einen untergeordneten Beitrag zum Fogging. Das Thema verging in seiner Schwerpunktdarstellung seit den 2010er Jahren wieder.

## Thermophorese als Hypothese für die Entstehung von Schwarzstaub
Staubteilchen oder Aerosolteilchen unterliegen unter anderem der Thermophorese. Das bedeutet, sie bewegen sich in Luft aus einem warmen Gebiet in kältere Zonen und scheiden sich dort ab. Das gilt für alle Arten von Schwebeteilchen, die sich in der Raumluft befinden. In einer normalen Wohnung sind das zwischen 1000 und 5000 Teilchen pro Kubikzentimeter. Oberhalb von warmen Heizungen und dicht unter der Zimmerdecke ist der Temperaturunterschied zwischen Luft und Wand besonders groß, so dass der Effekt dort am deutlichsten ist. Die Rußabscheidung bei einem Brand geschieht zum großen Teil durch das Temperaturgefälle zwischen Raumluft und Wand, also durch Thermophorese.
Besonders groß sind Temperaturunterschiede an Wärmebrücken. So zeichnen sich in Außenwänden ungenügend zur Raumseite hin gedämmte Eisenträger oder andere Metallgegenstände nach einigen Jahren gefärbt auf der Wand ab. Dabei können Verwechslungen mit den bereits erwähnten Schwarzschimmelsporen bestehen.
Der Verfärbungs-Effekt tritt bevorzugt im Winter auf, weil die Wände besonders kalt und die Heizungen besonders warm sind. Ob der Fogging-Effekt stärker oder schwächer sichtbar ist, hängt von der Nutzung einer Wohnung ab. In besonders warmen und ständig genutzten Wohnungen sollte er deutlicher sein als in seltener genutzten und kühleren Wohnräumen. Naturgemäß enthält die Luft von Raucherwohnungen weit mehr Aerosolteilchen als die von Nichtraucherwohnungen. Auch Kerzen und andere offene Feuerquellen erzeugen viele Teilchen und stärkeres Fogging.
Im Grunde ist dieser Effekt schon länger bekannt. Für das verstärkte und veränderte Auftreten (klebrige Ablagerungen statt leicht entfernbarer Staub) seit den 1990er Jahren macht das Umweltbundesamt moderne Baustoffe verantwortlich. Sie sind statt mit leichtflüchtigen Lösungsmitteln oft mit schwerflüchtigen organischen Verbindungen ausgestattet. Dazu kommen Weichmacher in Kunststoffprodukten und eventuell der verstärkte Gebrauch von Öllampen und Kerzen. Diese Stoffe verbinden sich nach der Theorie des UBA mit dem „normalen“ Staub in der Raumluft und verursachen so die schwarzen Ablagerungen. So reichen bereits geringe Übersättigungen der Chemikalie aus einem Baustoff aus, zum Beispiel in der Luft über Heizkörpern an der kühleren Wand, um zu einer Kondensation der Chemikalie auf der Partikeloberfläche zu führen (heterogene Kondensation).

### Belege für die Thermophorese von Aerosolteilchen

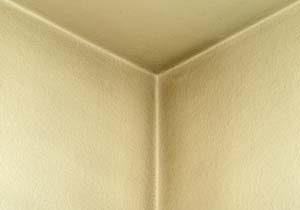
Staubniederschlag in einer Zimmerecke

Das erste Bild zeigt durch Thermophorese abgeschiedene Staubteilchen in einer Zimmerecke. Die linke und rechte Wand sind tapezierte Außenwände und entsprechend kalt. Den oberen Abschluss bildet eine gestrichene Betondecke. Die Temperaturgradienten (größten Temperaturgefälle) zeigen nicht genau in die Ecken, sondern auf die Wandflächen kurz davor. Weil die Staubteilchen mit ihrer thermischen Bewegung den Temperaturgradienten folgen, bleiben die tiefsten Ecken heller als die direkt benachbarten Wandflächen.

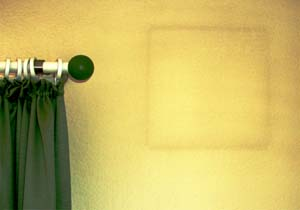
Staubniederschlag an einer verborgenen Wärmebrücke

Die Thermophorese macht oft verborgene Wärmebrücken sichtbar. Das zweite Bild zeigt eine Staubablagerung auf den Umrissen eines eingemauerten Metallgehäuses. Früher saß in dieser Wand ein Ventilator. Die Bewohner bauten den Ventilator aus und mauerten die Öffnung zu. Sein durchgehendes Gehäuse blieb in der Wand und leitet Wärme nach außen ab. Die Thermophorese scheidet genau an dem Metallrand Staubteilchen auf der Tapete ab. Mit einem Radiergummi lässt sich die Schwärzung leicht entfernen, das ist ein wichtiges Unterscheidungsmerkmal von normalen Staubablagerungen zu Fogging oder Black Magic Dust. Diese Ablagerungen lassen sich weder durch Wischen noch Radieren entfernen.

Staubniederschlag aus der Raumluft auf Filtern

Staubteilchen in der Raumluft sind schwarz, ebenso wie die Fogging-Muster an der Wand. Das dritte Bild zeigt Filter aus einem Staubsammelgerät, durch die zwischen 0,5 m3 und 10 m3 Luft aus einem Wohnraum geströmt sind.

### Andere Auswirkungen der Thermophorese
Speziell am Ende des Winters lässt sich auf der Innenseite von Fensterscheiben ein Schmutzfilm beobachten. Dies sind durch Thermophorese auf der kalten Scheibe abgeschiedene Staub- und Aerosolteilchen. Besonders deutlich ist dieser Film auf Scheiben mit schlechtem Wärmeschutz sichtbar, wie sie in Altbau-Wohnungen, Schaufenstern oder Autos vorkommen.
Einige Probenahmegeräte zur Staubteilchenanalyse scheiden selbst Teilchen aus Luftproben durch Thermophorese ab. Ein derartiges Gerät heißt Thermalpräzipitator.

## Weitere Ursachen des Foggings
Es gibt noch andere Effekte der Staubabscheidung, die bei Fogging eine Rolle spielen können. Dazu gehört die elektrische Aufladung von Wandflächen. Elektrostatische Felder scheiden Staubteilchen ab, die elektrisch aufgeladen oder polarisierbar sind. Das trifft für die meisten Aerosolteilchen in der Raumluft zu. Elektrostatische Felder an Wandflächen sind recht selten. Sie treten beispielsweise an bewegten Gardinen auf oder wenn eine Wand anderweitig gerieben wird.
Ganz drastisch ist die Staubabscheidung auf der Bildröhre älterer Fernsehapparate. Bildröhren neuerer Fernseher oder Computermonitore sind kaum noch aufgeladen. An älteren Bildröhren lässt sich eindeutig nachweisen, dass der Belag aus der Raumluft stammt. Viele Aerosolpartikel sind auf natürliche Weise radioaktiv, weil sie Radon-Zerfallsprodukte tragen. Sie reichern sich auf der Bildröhre so weit an, dass die Radioaktivität leicht messbar ist (wobei diese auch von den Bildschirm-Farbkörpern aus Seltenerdverbindungen stammen könnte). Da Fogging vermehrt nach Renovierungen aufgetreten sein soll, werden schwerflüchtige organische Verbindungen aus Anstrichen und Belägen beispielsweise durch Ausdünsten von Weichmacher angenommen.

## Verhindern von Fogging
Schwarzstaubniederschläge werden sich nicht vollständig vermeiden lassen, weil die möglichen Abscheidemechanismen natürliche physikalische Effekte sind, die nicht durch Umweltgifte oder Ähnliches bedingt sind. Um den Effekt weitgehend zu reduzieren, müssen Temperaturunterschiede zwischen der Raumluft und kalten Flächen möglichst gering gehalten werden. Das lässt sich durch größere Heizungsflächen mit geringerer Temperatur erreichen oder durch eine gleichmäßige Beheizung der Wohnung. Die Raumtemperatur sollte nicht unter 17 Grad Celsius abgesenkt werden. Ideal in diesem Sinne ist eine Fußboden- oder Wandheizung.
Ein geringerer Staubgehalt in der Raumluft würde die Wände sauberer halten. Wird eine Wohnung nicht regelmäßig gereinigt, treten vermehrt Schwarzstaubniederschläge auf. Ein regelmäßiges Reinigen der Wohnung sorgt für saubere Fußböden und Heizkörper. Dies bedeutet wiederum, dass der Staub aufgrund des Heizens nicht an der Wand hochgewirbelt wird. Die Wand bleibt sauber.
Sofern der Effekt auf Ausdünstungen von schwerflüchtigen organischen Verbindungen beruht und diese gesundheitliche Wirkungen hätten, sollte auf die Verwendung dieser Stoffe verzichtet werden. Die Raumluft kann auch sauberer gehalten werden, wenn auf Rauchen verzichtet wird und nur rußarme Kerzen zum Einsatz kommen (auch wenn diese Emissionen nicht zum Fogging führen sollten). Nur eine Beseitigung der Belastungsfaktoren kann zu einem Expositionsstop führen, hilfreich dazu wäre eine Volldeklaration aller Inhaltsstoffe eines Bauteils oder Baustoffs, aber auch bei Reinigungsmitteln und Gebrauchsgegenständen.

## Mietrechtliche Fragen
Da die Ursachen komplexer Natur sind, ist die mietrechtliche Frage, wer für Schäden aufzukommen hat, noch schwieriger zu beantworten als bei Schimmelbefall und von der Einzelfalluntersuchung abhängig. Um einen Mietmangel sollte es sich nach den Auffassungen der Landgerichte Berlin und Ellwangen sowie des Bundesgerichtshofs handeln.
Der Bundesgerichtshof klassifizierte 2008 auf Basis eines Sachverständigengutachtens die möglichen Ursachen (die Ausstattung der Wohnung mit einem handelsüblichen Teppich, das Streichen der Wände mit handelsüblichen Farben und das Reinigen der Fenster im Winter) als „vertragsgemäßen Gebrauch der Mietsache“.